# James Day Hodgson
Pour les articles homonymes, voir Hodgson.
James Day Hodgson, né le 3 décembre 1915 à Dawson (Minnesota) et mort le 28 novembre 2012 à Malibu (Californie), est un homme politique américain. Membre du Parti républicain, il est secrétaire au Travail entre 1970 et 1973 dans l'administration du président Richard Nixon puis ambassadeur des États-Unis au Japon entre 1974 et 1977.